# Teinostoma funiculatum
Teinostoma funiculatum is een slakkensoort uit de familie van de Tornidae. De wetenschappelijke naam van de soort is voor het eerst geldig gepubliceerd in 1991 door Rubio & Rolán.
Dit zeeslakje is endemisch in Sao Tomé en Principe.